# John Baskerville
John Baskerville (Wolverly, Worcestershire, 28 de gener de 1706 - Birmingham, Warwickshire, 8 de gener de 1775) fou un impressor i tipògraf anglès.

## Biografia

### Els primers anys
Se’n sap ben poc de la seva vida abans que s'establís a Birmingham pels volts de 1728 per a treballar-hi com a mestre de cal·ligrafia i gravador sobre pedra. L'any 1740 va fundar un negoci d'envernissat amb laca japonesa, molt de moda en aquell temps. Gràcies als creixents beneficis de l'empresa, va poder començar a experimentar amb la impressió de llibres i amb la tipografia, la seva gran passió.

### Treball com a impressor, editor i tipògraf
L'abril de 1757, després de tres anys de treball, va publicar el seu primer llibre, una edició dels poemes de Virgili que fou lloada tant per la qualitat d'impressió com pel disseny de les lletres. Aquell mateix any va dissenyar la tipografia Baskerville, una font de transició a mig camí entre les tipografies antigues de William Caslon i l'estil més modern de Giambattista Bodoni i Firmin Didot. Actualment es continua utilitzant en llibres i documents.
La seva labor com a impressor va durar fins al dia de la seva mort, havent publicat algunes edicions destacades, com una d'El Paradís perdut de Milton el 1758 i una altra de la Bíblia el 1763. Tanmateix, el seu desig no era imprimir centenars de llibres, sinó oferir edicions d'una gran qualitat. A més, fou responsable d'algunes innovacions importants en els mitjans d'impressió i en la fabricació de paper i tinta.

### Vida familiar
El 1943 Baskerville contracta com a majordoma Sarah Eaves, i es fa càrrec tant d'ella com dels seus fills. Sarah havia estat abandonada pel seu marit, Richard Eaves, el qual s'havia vist obligat a sortir del país després d'haver estat declarat culpable de frau. Sarah ajuda en Baskerville amb les feines de la casa i el treball a la impremta. Aviat van començar a viure com a parella sense amagar-se dels seus veïns, la qual cosa no fou vista amb bons ulls per la societat de l'època. Finalment, el 1764, Richard Eaves mor, i poc temps després, Baskerville es casa amb la seva vídua.

### Després de la seva mort
Quan va morir l'any 1775 fou enterrat al jardí de la seva pròpia casa a petició seva, ja que era ateu. Uns anys més tard es va construir un canal en aquestes terres i el seu cos fou traslladat en secret a la cripta de l'Església de Crist de Birmingham (esfondrada el 1899). Finalment, les seves restes van ser traslladades juntament amb altres cossos de la cripta al cementiri de Warstone Lane.
Sarah Eaves manté el negoci durant un parell d'anys, però a poc a poc es va desfent de tota la maquinària i materials. El 1779 el dramaturg Pierre Beaumarchais adquireix les restes que encara estan a la venda amb la intenció d'imprimir les obres completes de Voltaire. Beaumarchais acaba instal·lant una impremta a París i el material de Baskerville anirà passant de mà en mà fins que es perd.
Ja al segle XX el tipògraf americà Bruce Rogers veu casualment les tipografies de Baskerville en una publicitat dels impressors Plon, Nourrit & Cie. i aconsegueix una fosa completa amb la qual recuperarà tant la tipografia Baskerville com l'interès pel personatge. Finalment, el 1953 els darrers propietaris del material que es conserva el donen a la Universitat de Cambridge.
Actualment, als terrenys de la seva antiga casa hi ha la Baskerville House, un edifici d'oficines.

## Obres destacades
Edicions de llibres

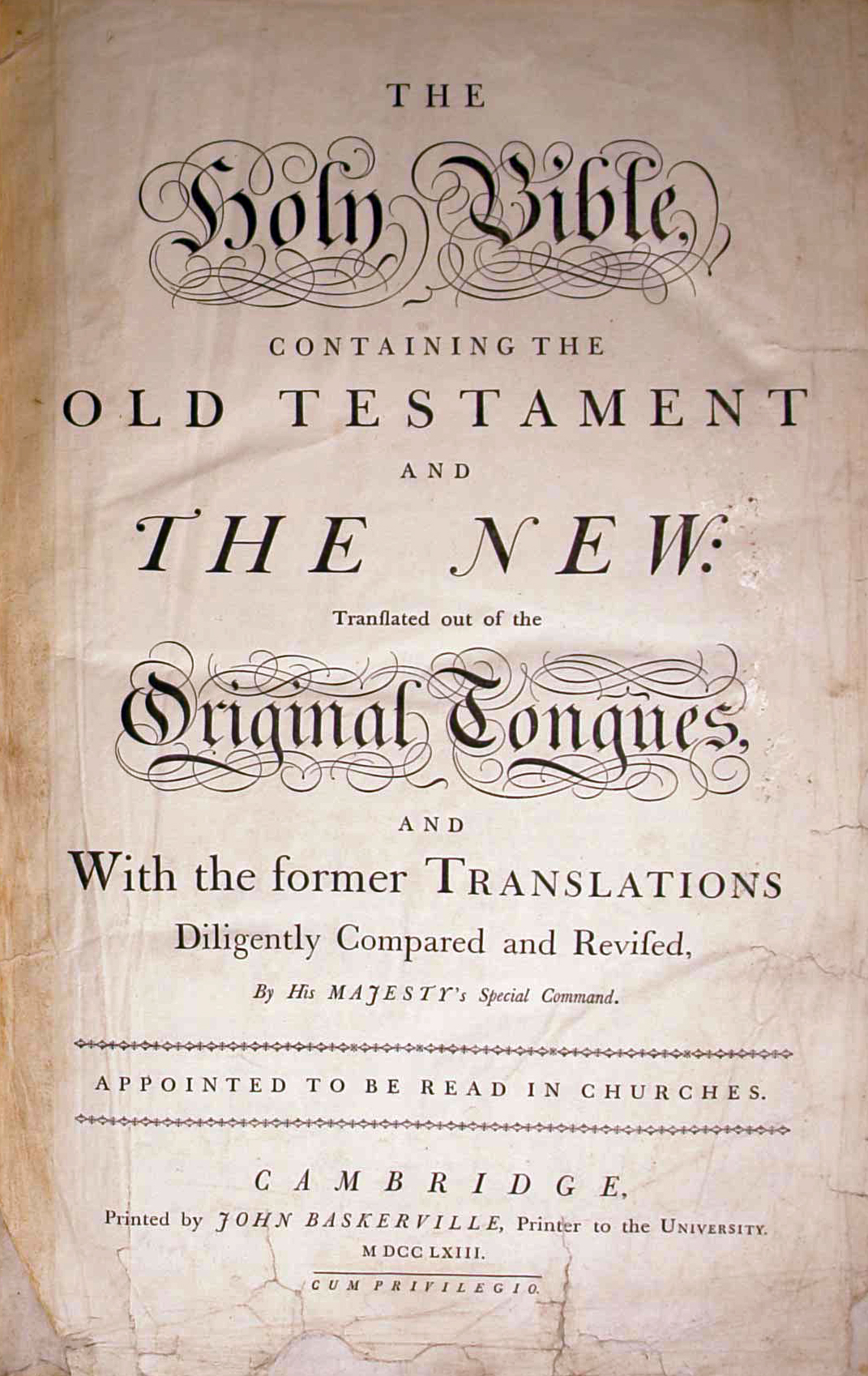
Edició de La Bíblia (1763).

- 1757, Bucolica, Georgica et Aeneis, Virgili.
- 1758, Paradise Lost, John Milton.
- 1758, Paradise Regained, etc., John Milton.
- 1758, Avon, John Huckell.
- 1759, Songs, John Pixell.
- 1760, Edwin and Emma, David Mallet.
- 1761, Select Fables, Robert Dodsley.
- 1761, Juvenal and Perseus, Satyrae.
- 1761, Works, William Congreve.
- 1761, Works, Joseph Addison.
- 1762, Expedition to the West Indies, Richard Gardiner.
- 1762, The Book of Common Prayer.
- 1762, Psalms, Sternhold i Hopkins.
- 1762, Psalms, Brady i Tate.
- 1762, Works, Horaci.
- 1763, The Holy Bible.
- 1764, Medals, David Jennings.
- 1764, The Virtues of Cinnabar and Musk, Joseph Dalby.
- 1765, Apology, Robert Barclay.
- 1766, Odes, Robert Andrews.
- 1769, A Sermon, Thomas Tyndal.
- 1769, The Beauties of Nature, W. Jackson.
- 1770, Grace Triumphant, John Fellows.
- 1771, The Political Songster, John Freeth.
- 1772, De Reum Natura, Lucreci.
- 1772, Comœdiae, Terenci.
- 1773, Orlando Furioso, Ludovico Ariosto.
- 1774, The Art of Angling, Charles Bowlker.
- 1774, The Anatomy of the Human Gravid Uterus, William Hunter.

Tipografies
- 1757, Baskerville.

## Cronologia

John Baskerville